# František Trkal
František Trkal (* 10. dubna 1970 Litomyšl) je bývalý český silniční cyklista. Návazně pak je cyklistickým trenérem.

## Závodnická dráha a úspěchy
Začínal v Lanškrouně, od roku 1989 byl členem Rudé hvězdy Plzeň a po profesionalizaci jezdil za tým Husqvarna–ZVVZ. V roce 1988 vyhrál Závod míru juniorů a byl druhý v časovce družstev na mistrovství světa juniorů v silniční cyklistice. Je českým rekordmanem v účasti na Závodě míru, kde startoval desetkrát, získal tři etapová vítězství a v celkové klasifikaci byl druhý v roce 1993 a třetí v roce 1994. Reprezentoval Československo na olympiádě 1992, kde byl osmý v časovce družstev a v závodě jednotlivců s hromadným startem obsadil 25. místo. Dvakrát vyhrál závod Okolo Slovenska (1995 a 2001), na Tour de Vysočina vyhrál v roce 2001, druhý byl v letech 2002 a 2004. Byl druhý na závodě Lidice 1993, na Tour de Bohemia 1994, Tour de Vaucluse 1994 a Kolem Rakouska 1995 a třetí na závodě Dolním Saskem 1996. Na mistrovství České republiky v cyklistice vyhrál časovku jednotlivců v letech 1993, 1994 a 1995 a časovku družstev 1993, v závodě s hromadným startem byl třetí v letech 1993, 1996 a 1999.

## Trenérské působení
Po ukončení kariéry v roce 2004 se stal trenérem. Dvanáct let vedl tým TJ Favorit Brno. Od 1. listopadu 2022 se stal trenérem v Dukle Praha, na starosti má tým juniorů.